# Římskokatolická farnost Budeč
Římskokatolická farnost Budeč je územní společenství římských katolíků v rámci telčského děkanství brněnské diecéze s farním kostelem Zvěstování Páně.

## Historie farnosti
Obec Budeč je v listinách uvedena již v roce 1251. Farní kostel pochází ze století čtrnáctého, budova fary byla postavena v 17. století.

## Duchovní správci
Administrátorem excurrendo byl od 15. září 2010 R. D. Alois Pernička. Ten zemřel 28. listopadu 2018.  Jako administrátor excurrendo ad interim byl od ledna 2019 ustanoven R. D. Mgr. Jaroslav Pezlar.  K 1. srpnu 2019 byl novým administrátorem excurrendo ustanoven R. D. Mgr. Vladimír Langer. Dne 1. srpna 2023 se stal administrátorem excurrendo R. D. Vojtěch Zahrádka.

## Bohoslužby
| Kostel          | Místo | Bohoslužba (den)        | Poznámka     |
| --------------- | ----- | ----------------------- | ------------ |
| Zvěstování Páně | Budeč | Neděle 9.30 Úterý 18.00 | farní kostel |

## Aktivity ve farnosti
Den vzájemných modliteb farností za bohoslovce a bohoslovců za farnosti brněnské diecéze a Adorační den připadá na 19. ledna.